# Pekka Lyyski
Pekka Lyyski (* 26. Juli 1953 in Kokkola) ist ein finnischer Fußball-Trainer. Er arbeitet seit 2003 beim finnischen Verein IFK Mariehamn, den er 2005 in die Veikkausliiga führte.
Sein Sohn Jani Lyyski  (* 16. März 1983) spielte auch für IFK Mariehamn.
| Personendaten    | Personendaten             |
| ---------------- | ------------------------- |
| NAME             | Lyyski, Pekka             |
| KURZBESCHREIBUNG | finnischer Fußballtrainer |
| GEBURTSDATUM     | 26. Juli 1953             |
| GEBURTSORT       | Kokkola                   |